# Johann Gottlob Schneider
Johann Gottlob Theaenus Schneider (18 de enero de 1750 - 12 de enero de 1822) fue un clasicista y naturalista alemán.

## Biografía
Nació en Collm, Wermsdorf, Sajonia. En 1774, por recomendación de Christian Gottlob Heyne, fue empleado como secretario por el famoso académico Richard François Philippe Brunck y, en 1811, como profesor de Lenguas antiguas y Elocuencia en Breslau (ahora Wrocław), donde además fue director de la biblioteca desde 1816 y luego falleció, en 1822.

## Obras
Entre sus muchos trabajos, el más importante fue su Kritisches griechisch-deutsches Handwörterbuch  (podría traducirse como Diccionario crítico griego-alemán)(1797-1798), su primera publicación independente, en el estilo del Thesaurus de Henri Estienne, y que sirvió de base para el de Franz Passow y todos los diccionarios griegos. Una innovación especial fue la introducción de palabras y expresiones conectadas con la Historia Natural y las ciencias.
Em 1801 corrigió y amplió la republicación de Systema Ichthyologiae iconibus cx illustratum de Marcus Elieser Bloch, un famoso catálogo de peces con bellas ilustraciones que son citadas como autoridad taxonómica de muchas especies de peces (como Bloch & Schneider, 1801).
Los escritos de antiguos autores lo atraían especialmente. Publicó ediciones de Claudio Eliano - De natura animalium; Nicandro de Colofón - Alexipharmaca y Theriaca; de Scriptores rei rusticae; Aristóteles - Historia animalium y Politica; Epicuro - Physica y Meteorologica; Teofrasto - Eclogae physicae; Opiano de Apamea - Halieutica y Cynegetica; trabajos completos de Xenofonte y Marco Vitruvio; a Argonautica también llamada de Orpheus (que David Ruhnken nombró "Orpheomastix"); un ensayo sobre la vida y los escritos de Píndaro y una colección de sus fragmentos.
Su Eclogae physicae es una selección de varios textos de escritores latinos y griegos sobre asuntos científicos, que contiene los textos originales y comentarios, con disertaciones sobre historia natural y ciencia de la Edad Antigua.

### Libros
- Handwörterbuch der griechischen Sprache. Vogel, Leipzig 1828.
- Griechisch-deutsches Wörterbuch. Hahn, Leipzig 1819.
- Kritisches griechisch-deutsches Wörterbuch. Frommann, Jena, Leipzig 1805/06.
- Eclogae physicae, ex scriptoribus praecipue Graecis excerptae. Frommann, Jena, Leipzig 1800.
- Historiae amphibiorum naturalis et literariae. Frommann, Jena 1799–1801.
- Kritisches griechisch-deutsches Handwörterbuch. Frommann, Jena, Züllichau 1797.
- Amphibiorum physiologiae specimen. Apitz, Frankfurt (Oder) 1790–97.
- Ad reliqua librorum Friderici II. et Alberti Magni capita commentarii ... Müller, Leipzig 1789.
- Zweyter Beytrag zur Naturgeschichte der Schildkröten. Müller, Leipzig 1789.
- Erster Beytrag zur Naturgeschichte der Schildkröten. Müller, Leipzig 1787.
- Sammlung vermischter Abhandlungen zur Aufklärung der Zoologie und der Handlungsgeschichte. Unger, Berlín 1784.
- Allgemeine Naturgeschichte der Schildkröten. Müller, Leipzig 1783.
- Ichthyologiae veterum specimina. Winter, Frankfurt (Oder) 1780.
- Anmerkungen über den Anakreon. Crusius, Leipzig 1770.
- Neues Magazin für Liebenhaber der Entomologie. Strasland 1791, 1792, 1793, 1794